# ارغون کاملی
مولانا ارغون بن عبدالله کاملی یا خواجه ارغون کاملی از خوشنویسان صاحب‌نام قرن هشتم هجری بوده که تا حدود ۷۵۰ ه. ق می‌زیسته است. آثار او امضاء سال‌های ۷۰۰ تا ۷۴۵ ه‍. ق دارد. او در خطوط ششگانه شاگرد یاقوت مستعصمی بوده و از جمله استادان سبعه یا هفتگانه به‌حساب می‌آید.